# Llista de diputats al Parlament Europeu en representació de Grècia (I Legislatura)
Aquesta és una llista dels 24 diputats que representaren Grècia durant la I Legislatura del Parlament Europeu (1979–1984) a partir de l'adhesió del país a la Comunitat Econòmica Europea (1981).

## Llista
| Nom                      | Partit nacional                  | Grup del PE |
| ------------------------ | -------------------------------- | ----------- |
| Dimítrios Adamu          | Partit Comunista                 | COM         |
| Alekos Alavanos          | Partit Comunista                 | COM         |
| Leonidas Burniàs         | Nova Democràcia                  | PPE         |
| Vasilis Efremidis        | Partit Comunista                 | COM         |
| Andónios Georgiadis      | Moviment Socialista              | SOC         |
| Àkhil·les Gerokostópulos | Nova Democràcia                  | PPE         |
| Konstandinos Góndikas    | Nova Democràcia                  | PPE         |
| Konstandinos Kal·lias    | Nova Democràcia                  | PPE         |
| Filotas Kazazis          | Nova Democràcia                  | PPE         |
| Leonidas Kirkos          | Partit Comunista (Interior)      | COM         |
| Konstandinos Kologiannis | Nova Democràcia                  | PPE         |
| Dimítrios Kulurianos     | Moviment Socialista              | SOC         |
| Leonidas Lagakos         | Moviment Socialista              | SOC         |
| Khristos Markópulos      | Moviment Socialista              | SOC         |
| Kal·liopi Nikolau        | Moviment Socialista              | SOC         |
| Konstandinos Nikolau     | Moviment Socialista              | SOC         |
| Konstandina Pantazí      | Moviment Socialista              | SOC         |
| Evstràtios Papaefstratiu | Nova Democràcia                  | PPE         |
| Apóstolos Papageorgiu    | Partit Progressista              | NI          |
| Ioannis Papantoniu       | Moviment Socialista              | SOC         |
| Ioannis Pesmazoglu       | Partit del Socialisme Democràtic | NI          |
| Spirídon Plaskovitis     | Moviment Socialista              | SOC         |
| Mikhaïl Protopapadakis   | Nova Democràcia                  | PPE         |
| Nikólaos Vgenópulos      | Moviment Socialista              | SOC         |